# 军粮城街道
军粮城街道，是中华人民共和国天津市东丽区下辖的一个乡镇级行政单位。军粮城的前身是漂榆邑、角飞城。唐朝为防北方奚、契丹等游牧民族的侵扰，在幽州、蓟州驻扎重兵，军需物资多在此地转运，故名“军粮城”（“城”是当时军队的一级建制，后逐渐演变成为地名）。1958年设置军粮城乡，同年改称军粮城公社。后改军粮城管理区，属新立村公社。1962年设立军粮城公社。1984年，撤销军粮城乡，改为军粮城镇。2008年，撤销军粮城镇，设立军粮城街道。
2020年7月，全国爱卫会命名军粮城街道为2017-2019周期国家卫生乡镇。

## 行政区划
军粮城街道下辖以下地区：
和顺东园社区、和顺西园社区、军丽园社区、军宏园社区、军秀园社区、军华园社区、裕岭嘉园社区、军祥园社区、春竹轩社区和冬梅轩社区。